# ميخائيل أوليري
ميخائيل أوليري (بالإنجليزية: Michael O'Leary)‏ هو ممثل أمريكي، ولد في 27 مارس 1958 في الولايات المتحدة.

## وصلات خارجية
- ميخائيل أوليري على موقع IMDb (الإنجليزية)
- ميخائيل أوليري على موقع أول موفي (الإنجليزية)
- ميخائيل أوليري على موقع قاعدة بيانات الفيلم (الإنجليزية)